# Fonction de luminosité des nébuleuses planétaires

Ensemble des méthodes de mesure de distances extragalactiques

En astronomie, la fonction de luminosité des nébuleuses planétaires, souvent abrégée PNLF en référence à l'anglais planetary nebula luminosity function, est un outil de mesure des distances extragalactiques reposant sur la raie de transition interdite à 500,7 nm de l'oxygène doublement ionisé [O III] qu'on trouve dans toutes les nébuleuses planétaires issues d'étoiles de population II. Elle s'applique aussi bien aux galaxies elliptiques qu'aux galaxies spirales bien que la population stellaire et le milieu interstellaire de ces deux types de galaxies soient radicalement différents.
Les modèles d'évolution des nébuleuses planétaires indiquent que leur luminosité maximum à la longueur d'onde de 500,7 nm est essentiellement indépendante de l'âge et de la métallicité des étoiles qui les ont produites, de sorte qu'il est théoriquement possible de déduire le module de distance d'une galaxie par différence entre d'une part le maximum de la magnitude absolue des nébuleuses planétaires qu'elle abrite calculé à 500,7 nm et d'autre part le maximum de leur magnitude apparente observée à cette longueur d'onde augmentée du décalage vers le rouge de cette galaxie.
Il faut pour cela isoler les nébuleuses planétaires des autres objets susceptibles d'émettre à 500,7 nm, notamment les régions H II, les rémanents de supernovae et les émetteurs Ly-α, et prendre en compte l'extinction, qui diminue la magnitude apparente du fait de l'absorption et de la diffusion de la lumière par le milieu interstellaire au sein de la Voie lactée mais aussi dans la galaxie hôte des nébuleuses globulaires analysées ; l'extinction due à notre galaxie est bien connue et peut être évaluée à partir cartes de rougissement établies à partir de l'observation des régions H I et des données issues des mesures du télescope spatial IRAS et du satellite Cosmic Background Explorer dans les années 1990, tandis que celle des galaxies hôtes ne concerne a priori que les galaxies spirales et les galaxies irrégulières évoluées, le maximum de la magnitude apparente des nébuleuses planétaires à 500,7 nm étant due dans ce cas aux nébuleuses situées à l'avant des nuages de gaz et de poussières de ces galaxies. Les simulations numériques et les données expérimentales tendent à montrer que l'extinction de magnitude apparente à l'intérieur des galaxies ne dépasse pas 0,05.